# Snakeman - Il predatore
Snakeman - Il predatore (The Snake King) è un film horror del 2005, diretto da Allan A. Goldstein.
Finanziato dalla Nu Image e trasmesso dal canale televisivo Sci-Fi Channel per la serie sui mutanti che comprende i film: Metamorphosis, Creature, SharkMan, SkeletonMan.

## Trama
Un gruppo di ricercatori trova in Amazzonia un corpo sepolto di un uomo, che dalle analisi sembra aver vissuto per oltre 300 anni.
Viene inviata una spedizione di ricercatori per tentare di avere contatti con i discendenti della tribù indigena di cui il corpo ritrovato faceva parte. Tuttavia quasi tutti i componenti del gruppo vengono attaccati ed uccisi da un enorme serpente di vari metri a più teste. I sopravvissuti vengono invece catturati dai componenti della tribù, che chiedono di riavere indietro il corpo del loro vecchio capo. Si scopre che questa tribù era a conoscenza del segreto della longevità e che venerava il "Dio Serpente", una creatura che aveva sterminato i componenti della squadra di ricerca.
Una donna, facente parte degli studiosi, riesce a contattare il quartier generale chiedendo di riportare indietro il corpo richiesto dagli indigeni; ma questi, anziché farlo, inviano una squadra armata per sterminare la tribù, liberare gli ostaggi e scoprire il segreto della longevità.
La donna, Susan, riesce nel frattempo a stringere amicizia con il capo della tribù, il quale le rivela il segreto per la lunga vita: l'acqua in una sorgente di una grotta locale unita a dei funghi ed alla pelle che perdeva il serpente gigante forniva al corpo una giovinezza ed un vigore ben oltre il normale. Il capo della tribù chiede però di non rivelare il segreto a nessuno.
Giunta nella foresta, la squadra armata attacca il villaggio indigeno uccidendo parte degli occupanti compreso il capo. I militari vengono però completamente eliminati dal mostro-serpente.
Susan, rimasta sola con un componente del suo gruppo, di cui si è innamorata, decide di non rivelare a nessuno il segreto della longevità e si accorge di essere stata accettata come parte della tribù: il serpente dalle varie teste infatti la risparmia.

## Distribuzione
In Italia è stato distribuito esclusivamente per il mercato home video, l'edizione DVD è stata pubblicata nel 2007.